# Baluarte de San Pedro (San Fernando)
El baluarte de San Pedro (36°28′01″N 6°10′49″O / 36.467019, -6.180261) forma parte de un conjunto de baterías rehabilitadas para el bicentenario  de la Constitución de Cádiz, que defienden la cabecera del Puente Suazo, y rechazaron el primer ataque francés apoyando a la batería del Portazgo, situada a kilómetro y medio del puente en el camino hacia Puerto Real. Estas baterías se construyeron en previsión de un ataque por tierra dada la importancia del Puente Suazo para la defensa de Cádiz, formando un arco de defensa exterior en torno a las baterías de protección del puente. Construidas sólidamente empleando sillares de piedra ostionera, están formadas por un parapeto de escasa altura orientado hacia el atacante, con merlones en la parte superior y abiertas por la gola. Simétricas a cada lado del camino y cruzando sus fuegos entre sí y con la batería del Portazgo, se construyeron las baterías de San Pedro y San Pablo en el siglo XVIII. Defendiendo el Caño de Sancti Petri, las baterías de Alburquerque y Angulo apuntaban hacia La Carraca, y la de San Ignacio obligaba a los enemigos que accedieran a través del Caño de Sancti Petri a desviarse hacia el caño Zurraque, que forma la isla de Vicario, alejándolos del acceso a la población por el Puente Suazo.